# Ghost of the Robot
I Ghost of the Robot sono un gruppo rock nato nell'aprile 2002 nel Sud California.

## Storia
Il complesso ha registrato e pubblicato l'album di debutto Mad Brilliant, a cui ha fatto seguito un fortunato tour europeo nel 2003-2004. Proprio durante questi concerti, i Ghost of the Robot pubblicano un EP intitolato It's Nothing, antipasto di un loro secondo album mai pubblicato. Infatti, complice le pressioni interne il gruppo decide di sciogliersi; tuttavia Marsters ha cominciato una carriera solista pubblicando l'album Civilized Man mentre gli altri componenti militano ora in altri gruppi, come Gods of the Radio e Power Animal.
Nel tardo 2010 i Ghost of the Robot si riunirono per suonare qualche loro pezzo storico mentre veniva commercializzata proprio la loro compilation contenente i migliori brani della band. In seguito, nell'aprile 2011 nella pagina Facebook ufficiale del gruppo è stato pubblicato un annuncio che affermava la probabile futura uscita di un documentario riguardante la band che verrà intitolato "The Worst Best Band". Solo negli ultimi giorni del luglio 2011 la band ha ufficializzato la fine delle registrazioni del loro secondo album ufficiale, uscito il 6 dicembre 2011 e che è intitolato "Murphy's Law", prima registrazione che vede l'entrata di due nuovi componenti: Sulliven Marsters, figlio quindicenne di James, alla chitarra e Jordan Latham alla batteria.

## Formazione

### Formazione attuale
- James Marsters – chitarra ritmica, voce
- Charlie DeMars – chitarra solista, voce addizionale
- Kevin McPherson – basso
- Sullivan Marsters – chitarra
- Jordan Latham – batteria, voce addizionale

### Ex componenti
- James Marsters – chitarra ritmica, voce
- Aaron Anderson – batteria
- Steven Sellers – tastiere

## Discografia

### Album
- 2003 – Mad Brilliant
- 2012 – Murphy's Law

### EP
- 2004 – It's Nothing

### Singoli
- 2002 – Valerie
- 2002 – David Letterman
- 2004 – New Man